# هدرسلبن (مانسفلد-زودهارتس)
هدرسلبن (به آلمانی: Hedersleben) یک منطقهٔ مسکونی در آلمان است که در آیسلبن واقع شده‌است. هدرسلبن ۹۹۰ نفر جمعیت دارد.